# Knooppunt Kanfanar
Knooppunt Kanfanar is een knooppunt in Kroatië. Dit Klaverbladknooppunt ligt ten westen van Rovinj, bij Kanfanar, in het middenwesten van het schiereiland Istrië.
Het knooppunt is het centrum van de Istrische Y en verbindt de A8/B8 met de A9/B9. De A8 loopt vanaf het knooppunt Kanfanar door het Učka-gebergte naar de plaats Matulji bij de havenstad Rijeka, alwaar de weg aansluit op de A7. De A9/B9 loopt vanaf de grens met Slovenië langs de Istrische kust in zuidelijke richting naar Pula.
| Aansluitende wegen               | Aansluitende wegen           | Aansluitende wegen | Aansluitende wegen | Aansluitende wegen |
| -------------------------------- | ---------------------------- | ------------------ | ------------------ | ------------------ |
|                                  |                              | A9 richting Umag   |                    |                    |
|                                  |                              |                    |                    |                    |
| richting Rovinjsko Selo / Rovinj | A8 richting Matulji / Rijeka |                    |                    |                    |
|                                  |                              |                    |                    |                    |
|                                  |                              | A9 richting Pula   |                    |                    |